# 교성초등학교
교성초등학교는 대한민국 충청남도 보령시 오천면 교성리 842에 있었던 공립 초등학교이다.

## 연혁
- 1946.11.01 오천국민학교 교성 분교장 인가
- 1949.09.20 교성국민학교 개교
- 1982.03.31 벽지학교 지정(라급지)
- 1988.03.05 병설유치원 개원
- 1989.09.30 교육부지정 벽지형 급식학교 선정
- 1996.03.01 교성초등학교로 개명
- 1997.03.01 교성초등학교 4학급 병설유치원 1학급 편성
- 1999.03.01 오천초등학교로 통폐합